# Municipio de Crookston
El municipio de Crookston (en inglés: Crookston Township) es un municipio ubicado en el condado de Polk en el estado estadounidense de Minnesota. En el año 2010 tenía una población de 413 habitantes y una densidad poblacional de 4,27 personas por km².

## Geografía
El municipio de Crookston se encuentra ubicado en las coordenadas 47°49′6″N 96°32′9″O / 47.81833, -96.53583. Según la Oficina del Censo de los Estados Unidos, el municipio tiene una superficie total de 96.76 km², de la cual 96,66 km² corresponden a tierra firme y (0,1 %) 0,1 km² es agua.

## Demografía
Según el censo de 2010, había 413 personas residiendo en el municipio de Crookston. La densidad de población era de 4,27 hab./km². De los 413 habitantes, el municipio de Crookston estaba compuesto por el 98,06 % blancos, el 1,45 % eran de otras razas y el 0,48 % eran de una mezcla de razas. Del total de la población el 1,94 % eran hispanos o latinos de cualquier raza.